# Joseph Oppenheim
Joseph Moses Oppenheim (Frankfurt am Main, 15 november 1810 - Brussel, 27 mei 1884) was een Belgisch bankier en politicus.

## Biografie
Joseph Oppenheim was een broer van bankier Adolphe Oppenheim. Hij trouwde in 1835 in Brussel met zijn nicht Eugénie Oppenheim (1818-1900). Ze kregen een zoon en twee dochters:
- Marie Oppenheim (1836-1918), trouwde in 1857 in Brussel met Giacomo Errera (1834-1880), bankier. Ze kregen twee zoons, Léo en Paul Errera, met afstammelingen tot heden. Ze was mecenas, polyglot en muzikante en hield een literair salon open.
- Paul Oppenheim (1837-1897), bankier, trouwde in 1870 in Parijs met Cécile Oppenheimer (1843-1901). Ze kregen twee zoons, met afstammelingen tot heden.
- Fanny Oppenheim (1841-1918), trouwde in 1864 in Brussel met Julius (Jules) May (1826-1890), bankier. Ze kregen drie zoons en een dochter, met afstammelingen tot heden.

Samen met zijn broer Adolphe stond hij aan het hoofd van de Banque Oppenheim-Emden. Ook was hij medeoprichter van de Banque de Bruxelles en bestuurder van verschillende vennootschappen, waaronder:
- Compagnie du chemin de fer d'Anvers à Gand,
- Compagnie de fer Bruxelles-Lille-Calais,
- Compagnie centrale de construction et de matériel de chemin de fer,
- Compagnie générale pour l'éclairage et le chauffage par le gaz
- Papetieres belges.

Hij werd in 1845 tot Belg genaturaliseerd. In 1860 werd hij tot liberaal provincieraadslid van Brabant verkozen. Hij nam ontslag uit dit mandaat omdat hij als gelovig man met zijn partij botste over de secularisatie van begraafplaatsen.
Oppenheim was een belangrijke schenker aan de Communauté israélite de Bruxelles. Vanaf 1836 was hij tevens lid van het Centraal Israëlitisch Consistorie van België, waarvan hij in 1842 vicevoorzitter werd en van 1875 tot 1884 voorzitter was. In 1883 werd hij lid van het centraal comité van de Alliance israélite universelle.